# (37115) 2000 UE105
2000 UE105 (asteroide 37115) é um asteroide da cintura principal. Possui uma excentricidade de 0.11760630 e uma inclinação de 11.94362º.
Este asteroide foi descoberto no dia 29 de outubro de 2000 por LINEAR em Socorro.